# Association of Professional Piercers
Die Association of Professional Piercers (APP) ist die erste und größte Organisation professioneller Piercer in der Welt. Die 1994 gegründete APP ist eine internationale Non-Profit-Organisation, die sich der Verbreitung von Gesundheits- und Sicherheitsinformationen über Körperpiercing an Piercer, Angehörige der Gesundheitsberufe, Gesetzgeber und die breite Öffentlichkeit widmet.

## Geschichte
Die APP wurde in den 1970er Jahren von Michaela Grey, einer Master Piercerin und Ausbilderin bei Gauntlet Enterprises und ehemaligen Mitherausgeberin des Magazins PFIQ, zunächst als nicht eingetragener Verein gegründet. Seit ihrer Gründung zählt die APP Piercer weltweit zu ihren Mitgliedern und bietet ihnen Handbücher über Piercing-Verfahren, Aufklärungsbroschüren, Informationsposter über Gesundheit und Sicherheit, die in Piercing-Studios oder Gesundheitsämtern aufgehängt werden können. Die APP fungiert ferner als Kontaktorganisation für die Medien und die Politik. Jährlich finden mehrere Kongresse statt. Die APP-Mitgliedsstudios sind von der APP zertifiziert und erfüllen eine Reihe von Mindestsicherheitsstandards.

## Publikationen
Die APP verlegt seit 1995 unter dem Titel The Point: Journal of Body Piercing eine vierteljährlich erscheinende Zeitschrift. Das Magazin enthält Artikel über Piercingtechniken, Körperkunstgesetze, Geschichte und Anthropologie sowie Berichte über Konferenzen und Veranstaltungen weltweit. Die APP führt aus, „the Point deckt alles ab, was für den professionellen Piercer von Interesse ist - oder für jeden, der mehr über unsere Branche erfahren möchte“.

### Auswahl
- 2019: Point 88 BPA Fakir Musafar, In Pursuit of the Spirit
- 2017: Point 81 UKAPP – An Attendee’s Perspective
- 2016: Point 75 An Ethnography of the Stretched Earlobe Piercing as Site – Paul King
- 2012: Point 60 The 17th Annual Conference in Las Vegas, Nevada – June 17-22, 2012